# 栃尾城
栃尾城（とちおじょう）は、越後国古志郡栃尾（現在の新潟県長岡市栃尾地域）にあった城。別名舞鶴城、大野城。標高228mの鶴城山に築かれた戦国時代の典型的な山城である。新潟県指定史跡。

## 概要
創設年代は不明だが、室町時代初期～中期と伝えられる。馬蹄型の郭を構成し堅城として有名で、上杉氏の会津転封後も代わって越後に入封した堀秀治の家臣・神子田政友が1万石で入城しているが、1610年に堀氏の没落に伴い廃城となっている。

栃尾城跡のふもとにある秋葉公園には上杉謙信の銅像が建立されている

本庄氏（一説には古志長尾家）の城であり上杉謙信が幼年～青年期を過ごし、謙信の父・長尾為景が死去した後跡目争いが起こった時の初陣の地として有名。
その後、謙信死後の御館の乱で城主本庄秀綱は上杉景虎方につき、三条城の神余親綱らと共に上杉景勝に抵抗するが、天正8年（1580年）4月22日に栃尾城は落城。秀綱は会津方面へ逃亡した。
土橋、複数の堀切、石積、郭跡や竪堀の遺構などが残り、主要部の遺構はほぼ完存している。山頂からは視界が開け、栃尾盆地が一望できる。